# Elitloppet 1975
Elitloppet 1975 var den 24:e upplagan av Elitloppet, som gick av stapeln söndagen den 1 juni 1975 på Solvalla i Stockholm. Finalen vanns av den italienskägda hästen Timothy T., körd och tränad av Giancarlo Baldi.
1975 års upplaga av Elitloppet hade samlat ett mycket starkt fält, och den ende hästen som saknades ur världseliten var Bellino II från Frankrike. Solvalla hade bland annat lyckats locka dit dubbla världsmästarinnan och Prix d'Amérique-segrarinnan Delmonica Hanover, Lotteria-vinnaren Dimitria, amerikanske segermaskinen Quick Work och fjolårets Elitloppsvinnare Timothy T. som skulle kämpa om segern. Årets upplaga är en av få gånger som loppet inte körts sista helgen i maj.
Även tröstloppet Elitloppet Consolation kördes detta år, för de hästar som deltagit i kvalheaten, men som inte lyckats kvala in till finalen.

## Upplägg och genomförande
Elitloppet är ett inbjudningslopp och varje år bjuds 16 hästar som utmärkt sig in till Elitloppet. Hästarna lottas in i två kvalheat, och de fyra bästa i varje försök går vidare till finalen som sker 2–3 timmar senare samma dag. Desto bättre placering i kvalheatet, desto tidigare får hästens tränare välja startspår inför finalen. Samtliga tre lopp travas sedan 1965 över sprinterdistansen 1 609 meter (engelska milen) med autostart (bilstart). I Elitloppet 1975 var förstapris i finalen 100 000 kronor, och 25 000 kronor i respektive kvalheat.

## Kvalheat 1
| P | S | Häst              | Kusk              | Tränare           | Land      | Odds  | Tid     |
| - | - | ----------------- | ----------------- | ----------------- | --------- | ----- | ------- |
| 1 | 7 | Quick Work        | Del Cameron       | Del Cameron       | USA       | 3,93  | 1.15,6  |
| 2 | 5 | Delmonica Hanover | Johannes Frömming | Johannes Frömming | USA       | 3,10  | 1.15,6  |
| 3 | 1 | Grain             | Stig H. Johansson | Stig H. Johansson | Sverige   | 3,20  | 1.16,6g |
| 4 | 3 | Equileo           | Bernard Froger    | Bernard Froger    | Frankrike | 5,70  | 1.17,0  |
| 0 | 4 | Stock Split       | Giancarlo Baldi   | Giancarlo Baldi   | Italien   | 11,30 | 1.18,1  |
| 0 | 8 | Gaby Bulwark      | Sören Nordin      | Sören Nordin      | Sverige   | 46,80 | 1.18,5  |
| 0 | 2 | Colonel Rodney    | Ulf Nordin        | Sören Nordin      | Sverige   | 36,70 | 1.20,0g |
| 0 | 6 | Noble Action      | Håkan Wallner     | Berndt Lindstedt  | Sverige   | 15,10 | 1.22,6g |

## Kvalheat 2
| P | S | Häst       | Kusk                  | Tränare               | Land      | Odds  | Tid    |
| - | - | ---------- | --------------------- | --------------------- | --------- | ----- | ------ |
| 1 | 2 | Dimitria   | Léopold Verroken      | Léopold Verroken      | Frankrike | 3,26  | 1.16,6 |
| 2 | 5 | South Bend | Berndt Lindstedt      | Berndt Lindstedt      | Sverige   | 11,30 | 1.16,7 |
| 3 | 8 | Timothy T. | Giancarlo Baldi       | Giancarlo Baldi       | Italien   | 2,30  | 1.16,8 |
| 4 | 1 | Amyot      | Michel-Marcel Gougeon | Michel-Marcel Gougeon | Frankrike | 5,50  | 1.17,2 |
| 0 | 6 | Judy Song  | Per-Olof Gustafsson   | Per-Olof Gustafsson   | Sverige   | 13,50 | 1.17,3 |
| 0 | 3 | Jan Bunter | Sören Nordin          | Sören Nordin          | Sverige   | 13,30 | 1.17,4 |
| 0 | 7 | Chaco S.   | Hans Svensson         | Hans Svensson         | Sverige   | 33,00 | 1.17,4 |
| 0 | 4 | Pelle J:r  | Karl-Gösta Fylking    | Karl-Gösta Fylking    | Sverige   | 15,00 | 1.18,4 |

## Finalheat
| P | S | Häst              | Kusk                  | Tränare               | Land      | Odds  | Tid    |
| - | - | ----------------- | --------------------- | --------------------- | --------- | ----- | ------ |
| 1 | 5 | Timothy T.        | Giancarlo Baldi       | Giancarlo Baldi       | Italien   | 2,81  | 1.17,2 |
| 2 | 2 | Quick Work        | Del Cameron           | Del Cameron           | USA       | 2,90  | 1.17,8 |
| 3 | 1 | Dimitria          | Léopold Verroken      | Léopold Verroken      | Frankrike | 5,60  | 1.17,8 |
| 4 | 7 | Equileo           | Bernard Froger        | Bernard Froger        | Frankrike | 23,40 | 1.17,8 |
| 5 | 4 | Delmonica Hanover | Johannes Frömming     | Johannes Frömming     | USA       | 4,90  | 1.17,8 |
| 6 | 8 | Amyot             | Michel-Marcel Gougeon | Michel-Marcel Gougeon | Frankrike | 39,10 | 1.18,0 |
| 0 | 3 | South Bend        | Berndt Lindstedt      | Berndt Lindstedt      | Sverige   | 38,00 | 1.18,1 |
| 0 | 6 | Grain             | Stig H. Johansson     | Stig H. Johansson     | Sverige   | 12,20 | 1.18,3 |